# Західний Барай
Західний Барай (кхмер. បារាយណ៍ខាងលិច) — водосховище в Ангкорі (Камбоджа).

## Географія
Барай є прямокутним у плані й орієнтований зі сходу на захід. Розташований на захід від Ангкор-Тхома. Є найбільшим водосховищем Ангкору. В центрі бараю на штучному острові розташований храм Західний Мебон.

## Історія й сьогодення
Будівництво Західного Бараю почалось, імовірно, за правління Сур'явармана I, а завершилось уже за імператора Удаядітьявармана II.
Нині в південній частині дамби зведено водяний затвор, що дозволив дещо підняти рівень води в бараї, тим самим організувавши більш раціональне витрачання води на полях, що розташовані на півдні. Західна частина бараю заповнена водою цілий рік, а з настанням сезону дощів частково заповнюється і східна частина.